# Rudolf Prack

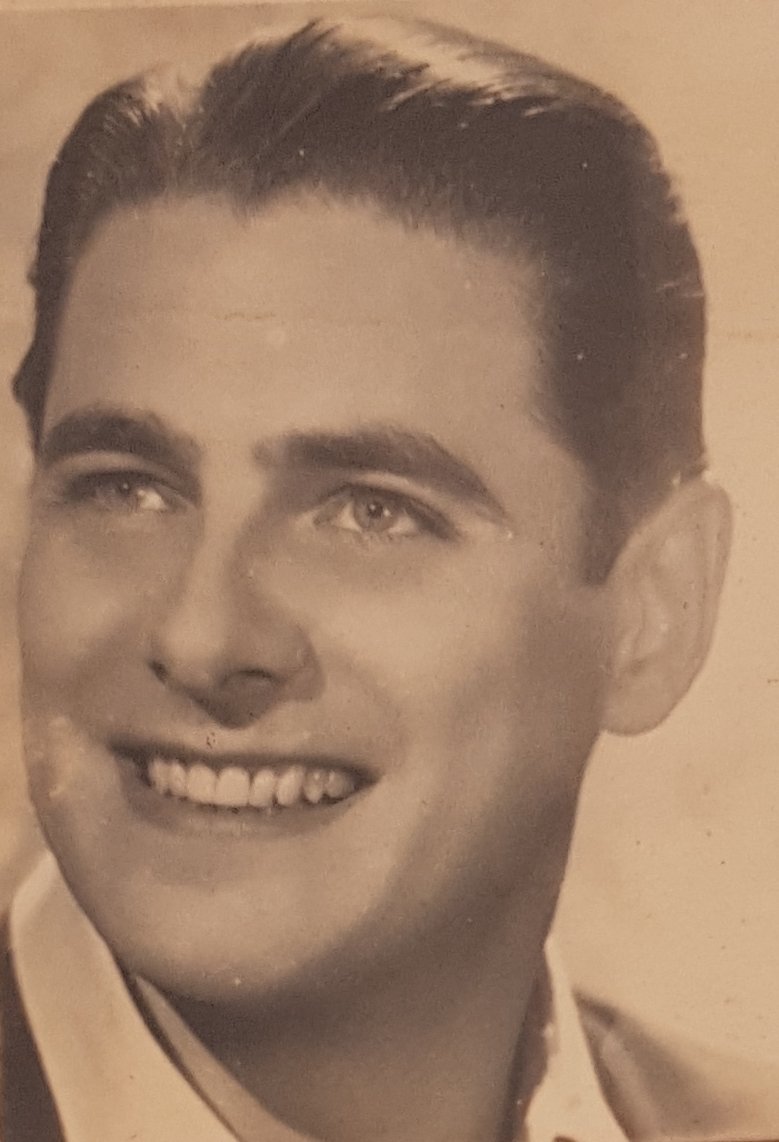
Rudolf Prack

Rudolf Amon Prack (Wenen, 2 augustus 1905 - Wenen, 2 december 1981) was een Oostenrijkse toneelspeler en filmacteur die vooral in de jaren 50 van de twintigste eeuw bekendheid verwierf door zijn rollen in een 50-tal films, o.a. in diverse heimatfilms. 

## Biografie
De jonge Rudolf studeerde aan de handelsacademie en werkte later als bankbediende om zijn studies aan het Max Reinhard Seminar (de afdeling voor toneelspel en regie van de Universität für Musik und darstellende Kunst in Wenen) te betalen. Na zijn studie speelde hij van 1924 tot 1935 bij het Theater in der Josefstadt, het oudste Weense theater. Zijn carrière als filmspeler kwam slechts traag op gang na zijn debuut in de muzikale komedie Florentine (1937). Tijdens de periode tussen 1938 en 1945 speelde hij een aantal bijrollen in weinig opmerkelijke films. Zijn doorbraak als lievelingsacteur kwam er pas aan het einde van de Tweede Wereldoorlog en de vroege jaren 50. Na de oorlog, toen het Duitse publiek nood had aan romantiek om de naoorlogse problemen te vergeten, kreeg hij zijn bekendheid door zijn hoofdrollen in romantische heimatfilms, o.a. in Schwarzwaldmädel (1950) en Grün ist die Heide (1951). De aantrekkelijke Prack en de 23 jaar jongere Sonja Ziemann oogstten in deze films veel succes als het ideale liefdespaar, o.a. in Johannes und die 13 Schönheitsköniginnen (1951), Die Diebin von Bagdad (1952), Die Privatsekretärin (1953), Danny, bitte schreiben Sie (1956) en Kaiserball (1956).
Toen het succes van de heimatfilms begon te tanen, o.a. door de opkomst van de televisie,  werd het stil rond Rudolf Prack. In de jaren 60 kon hij nog eens schitteren in de hoofdrol van de 26-delige Duitse tv-reeks Landarzt Dr. Brock. Nadien verscheen hij nog een paar keer op het witte doek, o.a. in Karl May (1974),  Jesus von Ottakring (1976) en in Die Standarte (1977). Kort voor zijn dood speelde hij nog in 5 afleveringen van de tv-reeks Ringstraßenpalais (1981).
Rudolf Prack stierf in 1981 op 76-jarige leeftijd aan een longontsteking.

## Trivia
- Contractueel mocht Rudolf Prack nooit de rol van een slechterik spelen, omdat zo'n rol zijn populariteit bij de vrouwelijke fans kon schaden.
- In 1950 en 1950 werd Rudolf Prack geëerd met een Bambi Award.